# Maryna (instrument)
Maryna – polski instrument ludowy z grupy chordofonów.
Korpus o dość dużych rozmiarach w kształcie trapezu, boczki proste, 2 lub 3 struny. Szyjka jest podobna do kontrabasu, przechodzi przez cały instrument i kończy się nóżką. Na główce umieszczone są mosiężne talerzyki (brzękadła), które brzęczą, kiedy grający stuknie nóżką instrumentu o podłogę.
Podczas gry trzyma się marynę podobnie jak kontrabas. Wchodzi w skład kapel ludowych w regionie szamotulskim.